# Alicia Dickenstein
Alicia Marcela Dickenstein (17 de enero de 1955, ciudad de Buenos Aires) es una matemática, investigadora y profesora argentina conocida por su trabajo en geometría algebraica, particularmente geometría teórica.

## Biografía
Egresó en 1972 del bachillerato del Colegio Nacional de Buenos Aires. En 1973 comenzó a estudiar la licenciatura en Ciencias Matemáticas en la Facultad de Ciencias Exactas y Naturales de la Universidad de Buenos Aires, recibiéndose en 1977. En 1982, obtuvo el título de Doctora en Ciencias Matemáticas en la misma institución, bajo la dirección de Miguel Herrera, con una tesis sobre geometría analítica compleja.
Fue la primera directora del Departamento de Matemática de la Facultad de Ciencias Exactas y Naturales de la UBA (en el período 1996-1998), donde desde 2009 pasó a ser profesora regular titular plenaria.
En la actualidad, Dickenstein es Investigadora Superior del Consejo Nacional de Investigaciones Científicas y Técnicas de Argentina (CONICET), organismo al que ingresó en 1985. En los últimos años concentró su trabajo en las aplicaciones de la geometría algebraica en el ámbito de la biología molecular y también en “temas teóricos de geometría algebraica real derivados de esta aplicación, en un área que se llama geometría tropical”.
Fue vicepresidenta del comité ejecutivo de la International Mathematical Union por el período 2015–2018.
En 2019 se incorporó como Académica Titular de la Academia Nacional de Ciencias Exactas, Físicas y Naturales (ANCEFN).
En marzo de 2024 fue elegida para  la ANCEFN, para el período 2024-2026. Dickenstein es la primera mujer que dirige ANCEFN, fundada en 1874.
A lo largo de su vida participó de una gran cantidad de congresos y reuniones científicas. Dirigió numerosas tesis de licenciatura, maestría y doctorado. Se desempeñó también como jurado de diversas tesis doctorales y de maestría tanto en su país como en el extranjero.
Publicó varios libros, entre los cuales se encuentra Mate max: la matemática en todas partes, que presenta problemas matemáticos destinados a niñas y niños de los últimos años de educación básica.

## Premios y reconocimientos
Fue merecedora del Premio TWAS (de la Academia Mundial de Ciencias) en el área de Matemática, en el año 2015, por su "destacada contribución a la comprensión de discriminantes”.
En 2017 le fue entregado el Premio Consagración en Matemática de la Academia Nacional de Ciencias Exactas, Físicas y Naturales.
En 2021 recibió el premio L'Oréal-UNESCO a Mujeres en Ciencia por su trayectoria en geometría algebraica.
También en 2021 le fue otorgado el reconocimiento como "Personalidad destacada de la Universidad de Buenos Aires", durante los festejos por el Bicentenario de dicha universidad, recibiendo también una medalla personalizada, una moneda acuñada por la Casa de la Moneda y un sello postal del Correo Argentino (especialmente elaborados para la ocasión).
En 2023 fue distinguida con el Premio Konex de Platino en Matemática por su trabajo en la última década.

## Otras publicaciones
- Algorithms in Algebraic Geometry. The IMA Volumes in Mathematics and its Applications 146. Eds. Alicia Dickenstein, Frank-Olaf Schreyer, Andrew J. Sommese, ilustrada por Springer Sci. & Business Media, 162 p. ISBN 0387751556, ISBN 9780387751559 2010

- Pensar Con Matemática 5 - Egb 2b0 Ciclo. Con Silvia Jauregui. Publicó Turtleback Books, 2000 ISBN 0613932005, ISBN 9780613932004

- Nilpotent Orders of Analytic Ideals, v. 65 de Departamento de Matemática: Impresiones previas, UBA. Con Carmen Sessa, 13 p. 1986